# Totes Weib

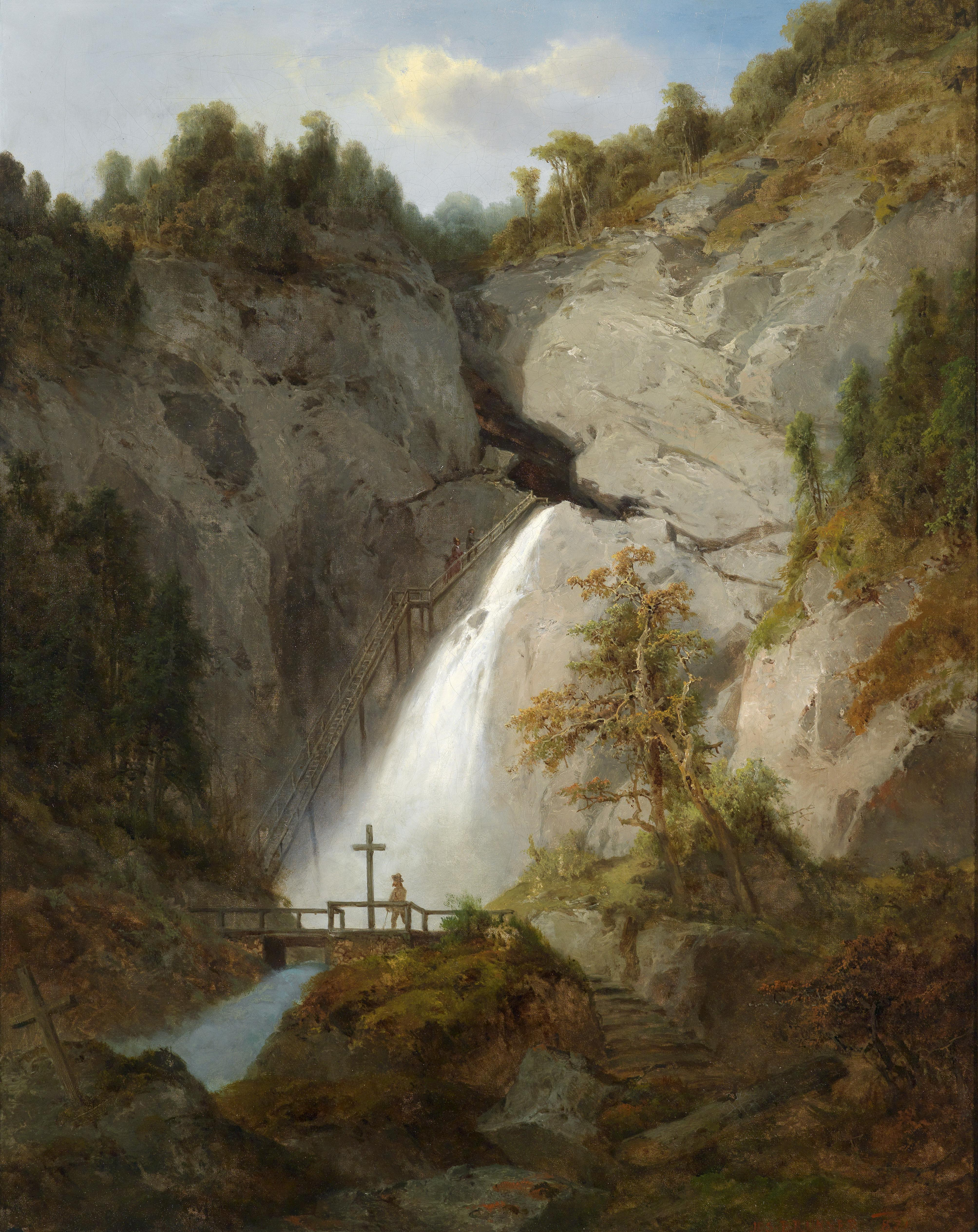
Josef Brunner: Der Wasserfall beim Toten Weib zwischen Mürzsteg und Frein (1871)

Das Tote Weib, auch Wasserfall zum Toten Weib genannt, ist ein als Naturdenkmal ausgewiesener Wasserfall bei Mürzsteg in der Steiermark in Österreich.

## Etymologie
Woher der Name Totes Weib kommt, ist nicht genau bekannt. Verschiedene Sagen handeln davon, dass eine Frau von der Felswand stürzte und tot auf dem Grund der dort verlaufenden Schlucht liegen blieb. Wahrscheinlicher ist, dass der Name auf das keltische Teutates zurückgeht, welcher der Oberbegriff für die jeweilige Stammesgottheit war. Den Kelten waren jegliche Art von Quelle heilig, als Zugang zur Anderswelt.

## Beschreibung
Der Wasserfall liegt südlich von Frein an der Mürz im Naturpark Mürzer Oberland am linken Ufer des Flusses Mürz, der dort die Synklinale bis fast zu seiner Talsohle durchschneidet. Das Wasser entspringt einer aktiven Wasserhöhle im Schneealpenstock, deren südliches Eingangsportal eine Karstquelle im Felsen bildet. Direkt darauf stürzt das Wasser den etwa 40 m hohen Wasserfall und anschließende Kaskaden herab und mündet in die unterhalb vorbeifließende Mürz. Die Quelle schüttet zwischen 30 und 300 l/s. Früher konnte man über eine heute nicht mehr existierende Holztreppe bis zum Karstloch hochsteigen.

## Verkehr

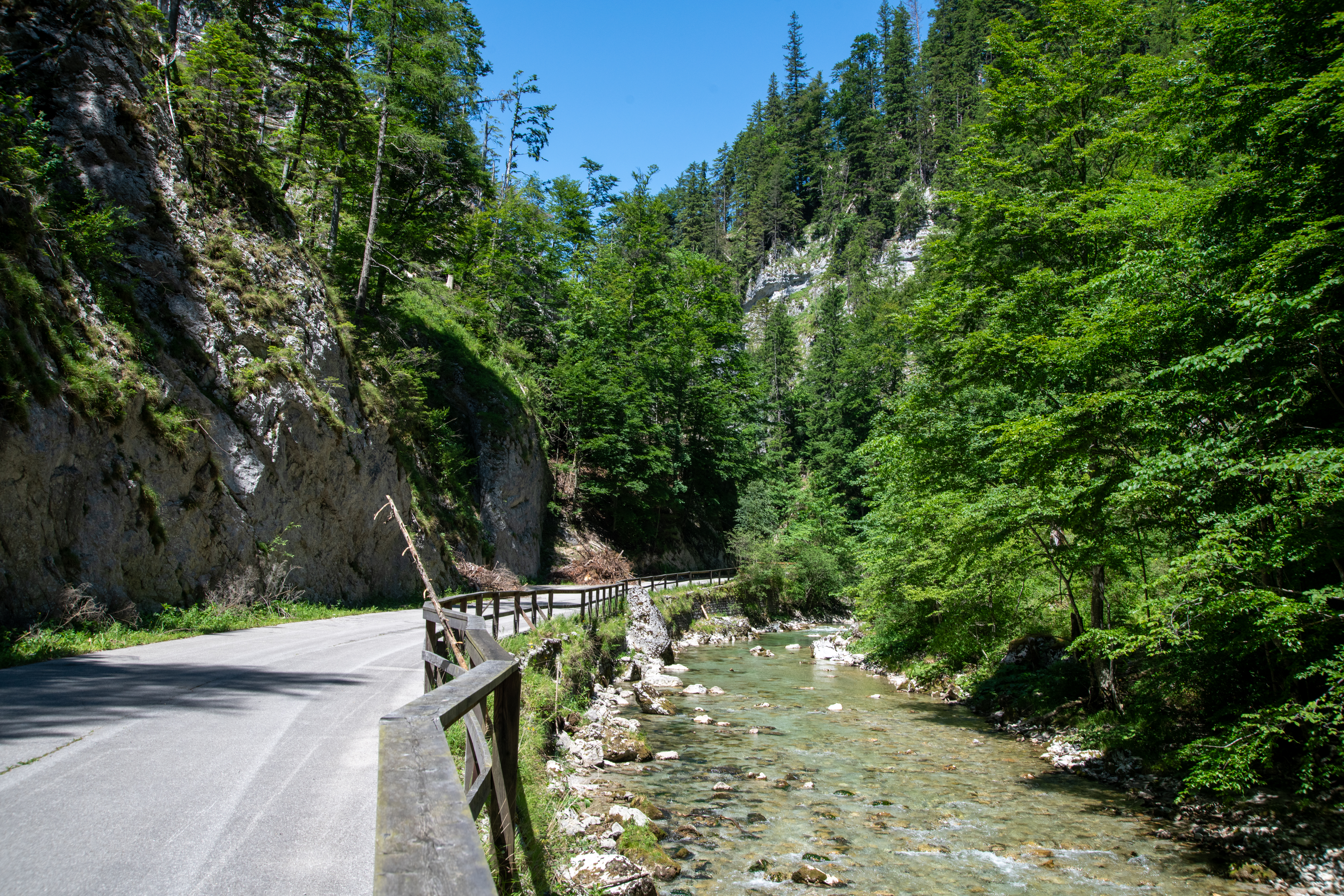
Alte Lahnsattel Straße

Die ursprüngliche Straße führte am linken Ufer der Mürz entlang und überwand den Abfluss des Wasserfalls mit einer kleinen Brücke, deren Brückenköpfe man heute noch erkennen kann. Als Kaiserin Elisabeth mit ihrem Pferd durch eine morsche Brückenplanke brach, wurde dies zum Anlass genommen, mit dem Bau der Straßenverbindung am rechten Ufer zu beginnen, die am 18. August 1884 eröffnet wurde und später zur Lahnsattel Straße wurde.
Zum Gedenken an den Unfall der Kaiserin am 26. August 1883 ließ ihre Tochter Marie Valerie dort am 27. Juli 1884 eine von ihr gespendete Gedenktafel anbringen, die viele Jahre als verschollen galt und 2020 wiedergefunden wurde. Diese soll sich in der Forstverwaltung Gusswerk befinden:
"Heiliger Georg, Reitersmann

Der vor Gefahr uns schützen kann

Der meine Mutter oft beschützt

Wo keines Menschen Hülfe nutzt

Ich bitte Dich mit Zuversicht

Verweigre mir die Bitte nicht:

Beschütze stets das theure Leben,

Das mir das Licht der Welt gegeben! Maria [sic] Valerie.

Zur Erinnerung an den 26 August 1883."
Nach dem Wasserfall wurde auch der 1996 erbaute Straßentunnel „Totes Weib“ benannt, der die enge und feuchte Stelle beim Wasserfall überhaupt umgeht. Die alte Straße ist aber weiterhin als Geh- und Radweg nutzbar und am Südportal des Tunnels befindet sich ein Parkplatz, von dem man leicht zur dem Wasserfall gegenüberliegenden Stelle gelangen kann.

## Herkunft des Wassers
Das der Karstquelle am Toten Weib entspringende Wasser stammt von südöstlich auf der Hinteralm versinkenden Bächen. Sie mäandrieren wild durch die auf der Hochfläche liegenden Naßköhrmoore. Diese sind mit 4,5 km² der größte Moorkomplex der östlichen Kalkalpen. Aufgrund der glazial geformten, etwa 50 m tiefer liegenden Mulde des Naßköhrs, kann das Wasser nicht oberirdisch abfließen, sondern rinnt an etlichen Stellen unterirdisch ab.
Die größten dieser Schlucklöcher liegen beim sogenannten „Durchfall“ und beim „Haselboden“. Der Durchfall ist ein etwa drei Meter großes Felsentor, in das der Naßköhrbach einfließt und unter der Erde verschwindet. Bei starkem Regen kann das Felsenportal völlig unter Wasser liegen, so dass sich ein Rückstausee bildet. Der Ponor am Haselboden nimmt einen weiteren ganzen Bach auf. Das dort versinkende Wasser fließt unterirdisch Richtung Norden geneigt ab. Ein Teil tritt am Toten Weib wieder zu Tage; ein anderer entspringt einer großen Überfallquelle und fließt in die Kalte Mürz.